# Guillaume-Joseph Chaminade
Pour les articles homonymes, voir Chaminade.
Guillaume-Joseph Chaminade, né à Périgueux (Dordogne) le 8 avril 1761 et mort à Bordeaux le 22 janvier 1850, est un prêtre religieux français, fondateur de la Société de Marie (Marianistes). Il a été béatifié le 3 septembre 2000 par le pape Jean-Paul II.
Il est commémoré le 22 janvier selon le Martyrologe romain.

## Biographie

### Des racines périgourdines (1761-1791)
Guillaume naît à Périgueux. Il est le quatorzième des quinze enfants de Blaise Chaminade, vitrier et drapier dont le négoce se trouve tout près de la cathédrale Saint-Front. Des six enfants qui survivent à la petite enfance, quatre seront prêtres, à commencer par l'aîné, Jean-Baptiste qui devient jésuite, jusqu'à la suppression de l'Ordre (1773). La famille est très chrétienne.
Encore enfant, Guillaume fait l'expérience d'une guérison inespérée d'une grave blessure au pied, après avoir fait le vœu d'un pèlerinage au sanctuaire de Notre-Dame de Verdelais. Il en conservera une grande dévotion envers la Vierge Marie. Dans cette période également, au moment de sa confirmation, il ajoute le prénom de « Joseph » à celui de Guillaume, pour associer saint Joseph à Marie. Il soutiendra sa dévotion durant la Révolution.
Guillaume-Joseph retrouve ses frères Jean-Baptiste et Louis quand il part, en 1771, à Mussidan, petite localité du Périgord où il est admis comme élève au collège-séminaire Saint Charles. Jean-Baptiste est alors économe et Louis, élève comme lui. Le collège est animé par la Congrégation des prêtres de Saint Charles dont fait alors partie Jean-Baptiste.
La référence à saint Charles Borromée indique qu'il s'agit d'une communauté désirant mettre en pratique, comme cet illustre modèle, les directives du concile de Trente. Pour cela, la Règle de l'institut met un fort accent sur la sainteté personnelle en vue de l'évangélisation. On s'engage à « regarder l'éducation de la jeunesse comme un des premiers et principaux moyens de procurer le salut des âmes ».

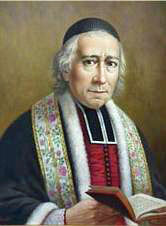
Guillaume-Joseph Chaminade.

En 1776, Guillaume-Joseph, entre au noviciat de la Congrégation de Saint Charles, puis il s'y engage par des vœux. Il participe à l'activité du collège comme aide-économe, économe puis professeur de mathématiques, enfin comme aumônier, après son ordination sacerdotale, qui a sans doute lieu le 14 mai 1785, veille de la Pentecôte.
La Révolution interrompt brutalement le cours de ses activités. Les ordres religieux sont dissous le 13 février 1790 et la constitution civile du clergé, votée le 12 juillet puis promulguée le 24 août, est imposée aux prêtres. Lui et les responsables du collège ayant refusé de prêter serment de fidélité à la Constitution, ce qui est obligatoire à partir du 26 décembre pour les prêtres et du 15 avril 1791 pour les enseignants, le collège doit fermer ses portes ce même mois d'avril. N'ayant plus rien à faire à Mussidan, il décide de partir.

### En mission à Bordeaux (1791-1797)
Chaminade s'installe à Bordeaux. Mais très vite la situation se dégrade, la Terreur intensifie la persécution des prêtres réfractaires et même des laïcs fidèles à leur foi chrétienne et au pape. Certains sont exécutés, comme les abbés Dupuy et Langoiran, le 15 juillet 1792 ou comme Marie Gimet et Marie Bouquey, le 6 juin 1794. Le père Chaminade, qui a choisi de rester malgré tout, entre dans la clandestinité et au péril de sa vie, continue son activité sacerdotale. Il se déguise en marchand ambulant ou en rétameur, il fait aussi appel à la collaboration de laïcs intrépides et réussit ainsi à rejoindre les familles, à célébrer la messe et administrer les sacrements ou à accompagner les mourants. Cette situation va durer trois ans ; elle renforce énormément sa foi et son courage. Il est également témoin du rôle extraordinaire des laïcs qui exposent leur vie pour maintenir la vie chrétienne et faciliter son ministère. Ces deux aspects se retrouveront plus tard dans ses projets missionnaires : la foi et l'apostolat des laïcs.
La chute et exécution de Robespierre, le 24 juillet 1794 provoque une accalmie. Guillaume-Joseph peut sortir de la clandestinité. Malgré son jeune âge, il lui est alors confié, pour les diocèses de Bordeaux et de Bazas, le délicat ministère d'assurer la réconciliation avec l'Église de prêtres jureurs. Une cinquantaine d'entre eux feront cette démarche sous sa conduite. C'est un signe de la grande confiance dont il jouit déjà. Mais, quand commence le Directoire, le 26 octobre 1795, la persécution renaît et il doit reprendre son activité cachée. Il reste tout de même en France jusqu'au coup d'État du 18 fructidor an V (4 septembre 1797). Figurant par erreur sur la liste des prêtres émigrés, sa présence à Bordeaux peut être interprétée comme l'effet d'un retour clandestin et illégal et provoquer son arrestation et sa condamnation à mort. Il ne lui reste alors plus d'autre recours que de quitter la France.

### L'exil en Espagne (1797-1800)

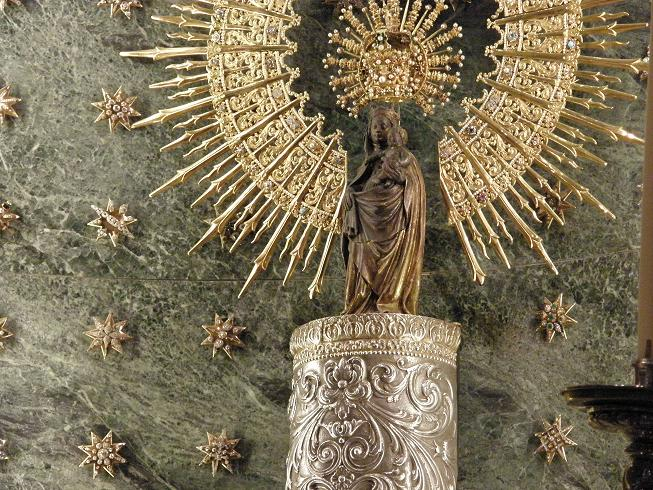
La statue de Notre-Dame du Pilier, vénérée dans la basilique éponyme de Saragosse. Le père Chaminade pria de longues heures devant elle.

C'est en Espagne, à Saragosse, qu'il va se réfugier. Ce choix est certainement encouragé par le fait que son frère Louis, lui aussi prêtre, se trouve déjà dans ce pays depuis 1792. Ils sont ainsi à nouveau réunis. La communauté des prêtres français exilés est importante et se trouve bien représentée dans la capitale de l'Aragon.
Saragosse est aussi le centre du plus grand pèlerinage marial d'Espagne dédié à Notre-Dame du Pilier. C'est précisément le 11 octobre, la veille de sa fête annuelle, que le nouvel exilé parvient dans la ville en pleines festivités. En ce lieu, les prêtres exilés ne sont généralement pas autorisés à exercer un ministère direct auprès de la population. Ils se consacrent donc à des activités leur permettant de survivre. Guillaume-Joseph fabrique des fleurs artificielles et de petites statues pour la dévotion populaire. Le temps restant est occupé par de longues discussions au sein du groupe pour préparer la reprise de l'évangélisation en France dès que leur retour serait possible. Certains d'entre eux rédigent des manuels de soutien spirituel et de réflexion missionnaire ; ces ouvrages sont lus et commentés.
L'autre grande activité des exilés est la prière. Le père Chaminade y consacre de longues heures, en particulier aux pieds de Notre-Dame du Pilier. Sa relation avec Dieu et Marie se renforce encore. C'est dans ce contexte que s'éclaire définitivement en lui le projet de fondation qui l'occupera dès son retour en France et pour le reste de son existence. Il parlera à ce propos d'une inspiration, d'une vision intérieure, et revendiquera tout au long de sa vie l'origine divine de la fondation.

### Le temps des fondations
Il revint à Bordeaux en 1800. Très dévot à la Sainte Vierge depuis sa plus tendre enfance, c'est sous sa protection qu'il fonda dès cette année 1800 une organisation de jeunes chrétiens: la Congrégation de l'Immaculée. Ce groupe composé de jeunes gens et de jeunes filles contribua fortement au renouveau chrétien de la ville et même de la région. Il utilisait comme moyens fondamentaux l'émulation par l'exemple mutuel, l'enseignement de la foi sous des formes attrayantes et la consécration à Marie comme source d'une renouveau personnel et missionnaire.
À partir de 1808, des contacts sont établis avec un groupe similaire dans son esprit, fondé autour d'Agen par Adèle de Batz de Trenquelléon. Peu d'années après, en 1816, Adèle, guidée et encouragée par le père Chaminade fonde à Agen l'institut des Filles de Marie Immaculée, aujourd'hui institution Adèle de Trenquelléon.
Un an plus tard, en 1817, à Bordeaux cette fois, quelques jeunes hommes, dont Jean-Philippe-Auguste Lalanne, la plupart issus de la Congrégation de l'Immaculée fondent autour du père Chaminade la Société de Marie, autrement dit, les Marianistes qui, pour travailler à l'éducation chrétienne de la jeunesse, fondèrent ou reprirent de nombreux établissements, à Paris, Bordeaux, Cannes, en Alsace, en Belgique, en Italie, en Espagne, en Autriche, aux États-Unis, au Canada, en Océanie, au Japon et au Togo.

### Vénération et culte

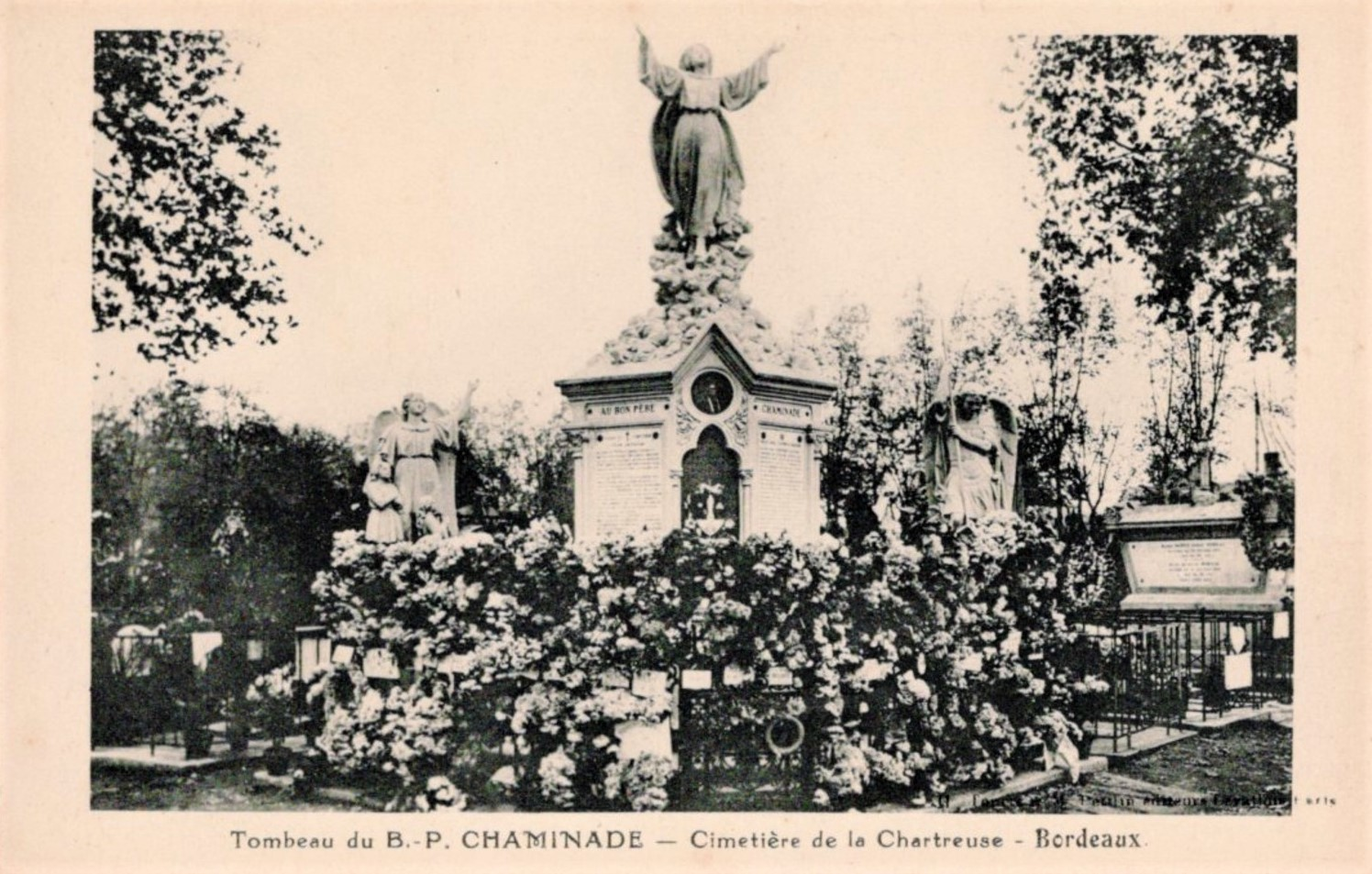
Bordeaux, cimetière de la Chartreuse, tombeau du Bx Chaminade.

Le père Chaminade s'éteint à Bordeaux le 22 janvier 1850 à l'âge de 88 ans. Il est enterré au cimetière de la Chartreuse à Bordeaux, où sa tombe, surmontée d'une statue de la Vierge Marie, est toujours visitée. Des reliques sont conservées et vénérées également sur le lieu de fondation de la congrégation, à la chapelle de la Madeleine, cours Pasteur.

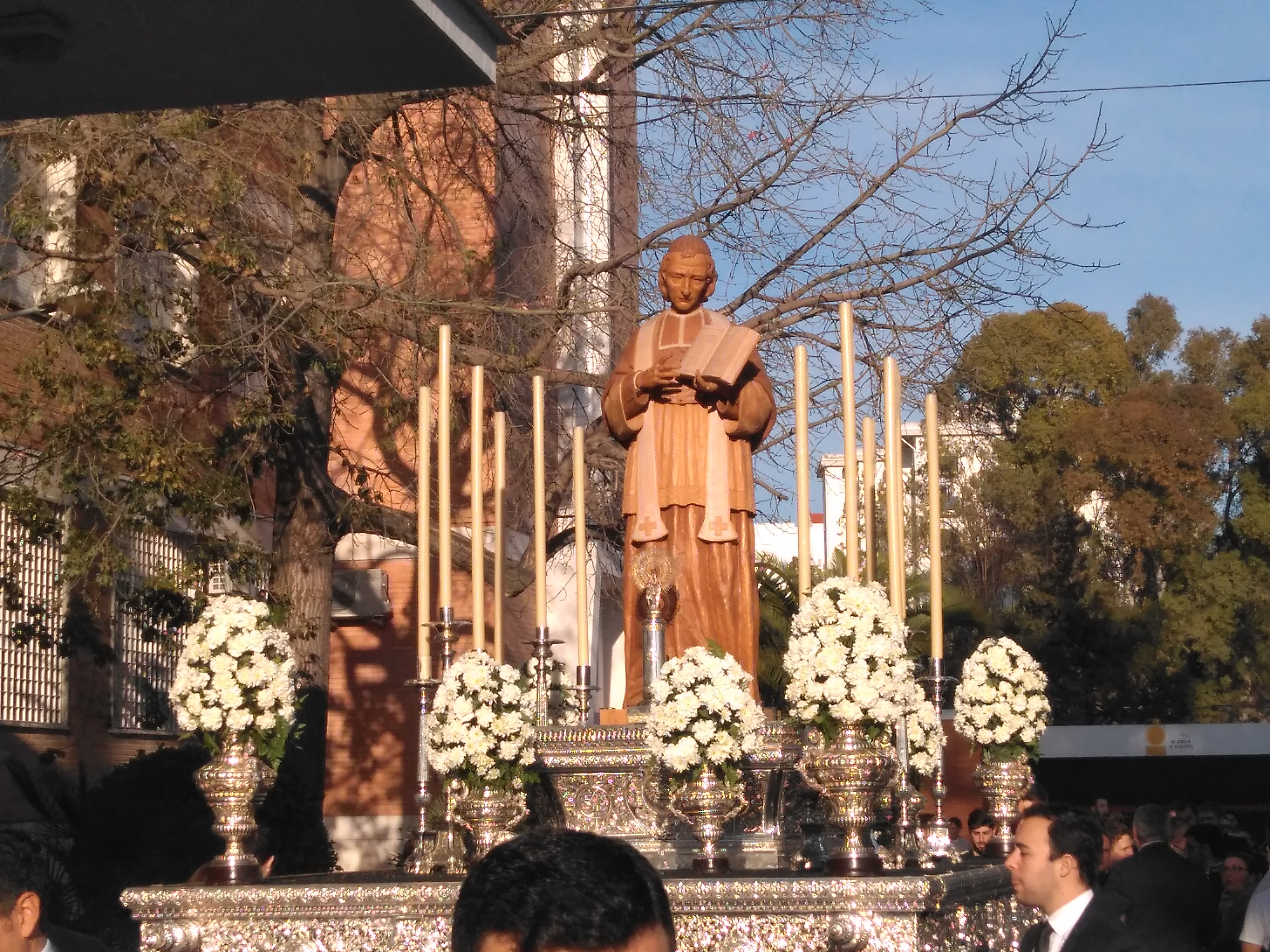
Procession en l'honneur du Bx Chaminade à Jerez de la Frontera en Espagne, anniversaire des Marianistes, char de Notre-Dame des Larmes de la Confrérie de la Vera-Cruz.

Le 3 septembre 2000, le père Chaminade a été béatifié à Rome par le pape Jean-Paul II. Il est liturgiquement commémoré dans les diocèses de Périgueux et de Bordeaux ainsi que dans toute la famille marianiste le 22 janvier.

## Aujourd'hui
Depuis septembre 2000, tous les étés, les jeunes de la famille marianiste se rassemblent pour un temps spirituel.
Les Jeunes de la Famille Marianistes (JFM) sont des rassemblements issus de la béatification du père Chaminade qui ont lieu chaque été dans des lieux différents : (dans l'ordre chronologique) Lourdes, Le Puy-en-Velay, Valence, Cologne, Le Jura, Rodez, Saint-Laurent-sur-Sèvre, Rome.